# 者勒蔑
者勒蔑，又稱者勒米、哲理，《清史稿》作济拉玛，蒙古帝国初期重要将领，兀良哈氏。速不臺之兄，与哲别、速不台、忽必来并称为成吉思汗麾下「四狗」。蒙古第9位开国功臣（千户）。
者勒蔑自幼便服侍铁木真，是鐵木真最早的那可兒，曾經多次營救其於危難之中，深受信任，被稱为「有福的伴當」，1206年铁木真稱帝成吉思汗，封者勒蔑為千戶，十大功臣之一，擁有九次犯罪不罰的特權。
元朝北迁和北元灭亡後，者勒蔑的后裔先后统治朵颜卫（兀良哈三卫之一）、喀喇沁部，后为清代喀喇沁左、中、右三旗和东土默特贵族，他们的后代现在在蒙古国、中国辽宁阜新市阜蒙县和朝阳市喀左县等地分布。

## 家族
- 父：札兒赤兀歹
- 弟：察兀兒罕
- 弟：速不臺，為「四狗」之一，參與了第一、第二次西征。[2]
- 子：也速不花、也孫帖額，鐵木真、窩闊台時期的箭筒士（豁兒赤）長。[3]

## 延伸阅读
[在维基数据编辑]
 《新元史/卷123》，出自柯劭忞《新元史》